# I. Walerán limburgi gróf
I. Walerán (? – 1082) középkori német nemesúr, 1052–1082 között Arlon grófja II. Walerán néven, 1065–1082 között Limburg első grófja.

## Élete
Walerán családjáról és leszármazásáról nem sok adat maradt fenn. Apja feltehetően I. Walerán, Arlon grófja, anyja feltehetően Adele de Lorraine, I. Dietrich felső-lotaringiai herceg lánya. Apja halálát követően bátyjával közösen örökölték a grófi címet, majd annak halála után 1078-tól egyedül viselte az Arlon grófja címet.
Felesége révén megszerezte magának Lengau grófságát, amely korábban Liège része volt. Walerán Len-burg néven épített magának egy kastélyt, amely a körülötte kialakuló településsel együtt a grófság központja lett és később a nevét (Limburg) is adta. Apósától megkapta még a Sint-Truiden (Saint-Trond) apátság világi apátja címet.

## Családja és leszármazottai
Felesége kb. 1059-től Luxemburgi Judit (v. Jutta) (1040 körül – 1062 után), Frigyes alsó-lotaringiai herceg lánya.
Waleránnak és Juditnak egyetlen gyermeke ismert:
- Henrik (1059 körül – 1119), apja halála után Limburg grófja és 1101-től 1106-ig Alsó-Lotaringia hercege.